# Palanques
Palanques – gmina w Hiszpanii, w prowincji Castellón, we wspólnocie autonomicznej Walencja, o powierzchni 14,32 km². W 2011 roku liczyła 31 mieszkańców.